# Ґері Гадсон
Ґері Гадсон (англ. Gary Hudson; нар. 26 березня 1956) — американський актор.

## Біографія
Ґері Гадсон народився 26 березня 1956 року в місті Ньюпорт-Ньюс, штат Вірджинія, США. Навчався у коледжі Christopher Newport протягом двох років. 
У 1977 році поїхав в Лос-Анджелес, щоб продовжити акторську кар'єру. Зніматися у фільмах починає у 1979 році. Гері був номінований на найкращу чоловічу роль у серіалі «Дикі троянди» (2009) на телевізійному фестивалі в Монте-Карло. 
Протягом останніх років викладає акторську майстерність, проводячи семінари в США і Канаді.

## Фільмографія

### Актор
- 1994 — Сканер-поліцейський / Scanner Cop
- 1998 — Чорний грім / Black Thunder
- 1999 — Битва драконів / Bridge of Dragons
- 1999 — Операція загону «Дельта» 4 / Operation Delta Force 4: Deep
- 2007 — Оселя зла: Вимирання / Resident Evil: Extinction

### Режисер
- 1986 — Дні грому / Thunder Run

### Продюсер
- 1984 — Гаряча лінія / Lovelines